# Jedlová (nádraží)
Jedlová je železniční stanice uprostřed lesů Lužických hor, v km 70,802 trati Bakov nad Jizerou – Jedlová a v km 40,410 trati Děčín – Rumburk. Leží na katastrálním území Jedlová na adrese Jedlová 17 v nadmořské výšce 544 m n. m., v okrese Děčín. V několikakilometrovém okolí neleží žádná vesnice ani osada.

## Historie
První vlak do stanice Jedlová přijel dne 16. ledna 1869. Její výstavba byla velice náročná, vyžadovala jak odstřel skal, tak zarovnání prohlubní, neboť v okolí stanice Jedlová nebýval rovný prostor. Těsně před stanicí ve směru na Děčín musela být pro trať proražena pískovcová skála v délce 560 m, místy až do hloubky 15 metrů. U Svoru bylo potřeba postavit až 15 metrů vysoké náspy. Současníci v tehdejší době řadili tratě České severní dráhy co do obtížnosti hned za alpské tratě Semmering a Brenner. Podle vzoru železničních budov na dráze přes Semmering byla také odvozena podoba výpravních budov, vystavěných z režného cihelného zdiva, které místy vyplňovalo hrázděnou konstrukci, s charakteristickými nástupními přístřešky v podobě otevřené verandy.

## Popis

### Konfigurace kolejiště

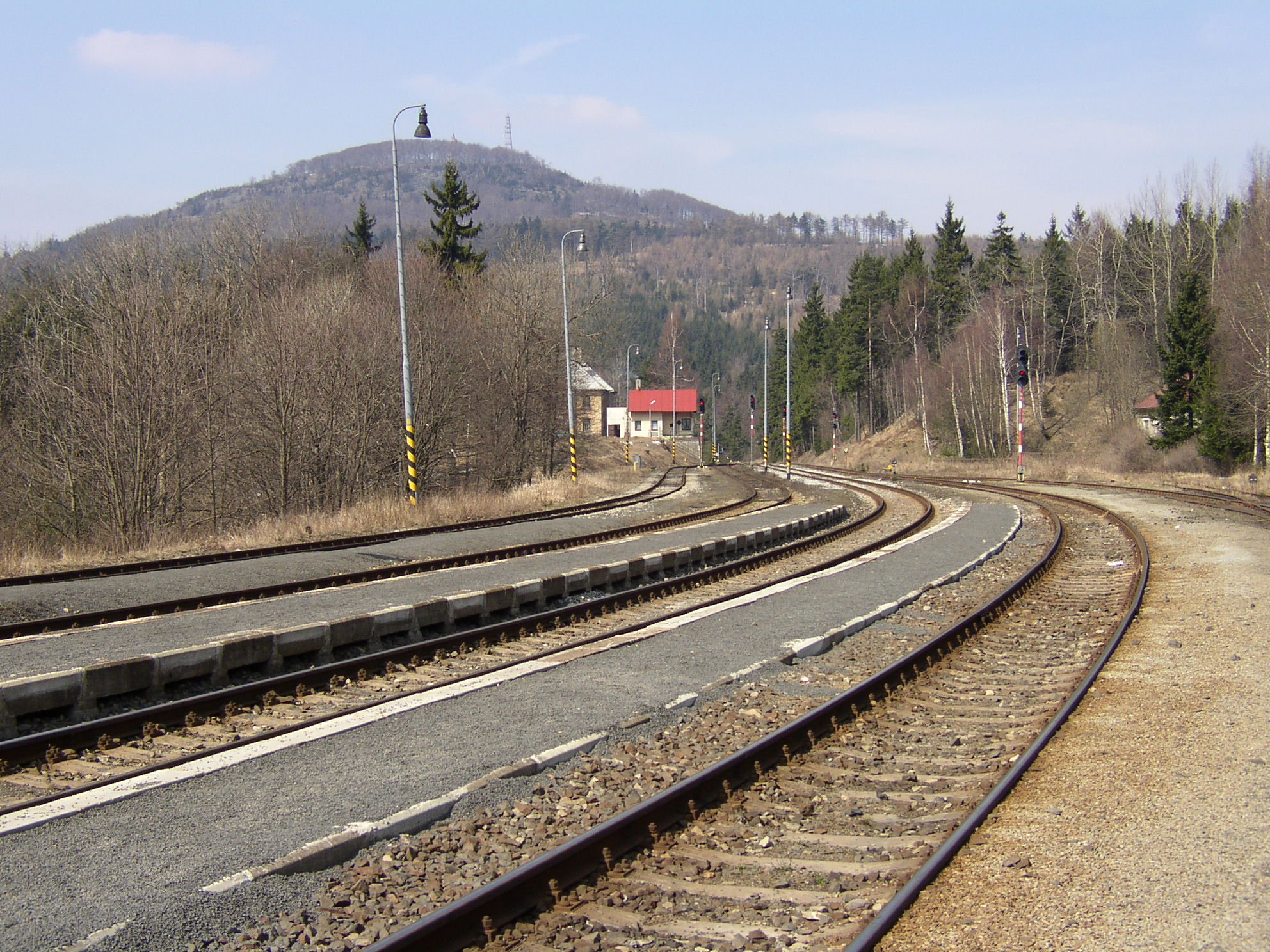
Pohled z jedlovského nádraží na horu Jedlová

Stanice Jedlová má pět (fyzicky čtyři, kolej 1a je pokračování koleje 1.) dopravních kolejí (1., 2., 3., 5., 1a) a žádnou kolej manipulační. Všechny dopravní koleje jsou průjezdné a odjezdová (a jedno cestové) návěstidla jsou přímo u koleje a platí pouze pro jednu kolej – výprava vlaků s přepravou cestujících se provádí návěstí hlavního návěstidla. Ve stanici je celkem devět výhybek, všechny jsou přestavovány elektromotoricky. 
Pro jízdu z/do Svoru (vjezdové návěstidlo L) a z/do Chřibské (vjezdové návěstidlo S) je možné využít všechny koleje, pro jízdu z/do Mlýnů (vjezdové návěstidlo ML) není možné použít 2. kolej.
Ve stanici jsou zřízena tři nízká nástupiště konstrukce Tischer vysypaná štěrkem – u 1. koleje v délce 140 m, u 2. koleje v délce 80 m a 3. koleje v délce 140 m. V roce 2005 bylo nástupiště s pevnou hranou u 5. koleje v délce 140 m a u 7. koleje sypané nástupiště v délce 140 m. Manipulační kolej 4. měla délku 65 m.

### Zabezpečovací zařízení
Ve stanici je instalováno staniční zabezpečovací zařízení 3. kategorie – RZZ AŽD 71 (cestový systém), stanice je obsazena pouze výpravčím. 
Tratě od/do Chřibské a od/do Mlýnů jsou zabezpečeny automatickým hradlem (bez návěstního bodu) a trať od/do Svoru je zabezpečena reléovým poloautoblokem RPB-88 bez kontroly volnosti tratě.

### Výpravní budova
Železniční společnost Česká severní dráha v roce 1869 nechala postavit typizovanou dvoupodlažní výpravní budovu s prvky romantické architektury podle plánu inženýra Josefa Pavlovského. Jednalo se o dvoupodlažní budovu se dvěma krajními rizality se sedlovou střechou. V jednom krajním rizalitu bylo umístěno vodárenské zařízení a železná vodní nádrž. Čerpadlo bylo ruční nebo parní, voda byla určena pro napájení parních lokomotiv. V roce 1894 byla přistavěna přízemní čekárna, ve které byla později umístěna restaurace. V období 2019–2020 proběhla kompletní rekonstrukce budovy. Bylo provedeno statické zajištění, oprava střechy, výměna vnitřních rozvodů, výměna oken a dveří, dozdění poškozených částí zdiva a další.

## Vlaky

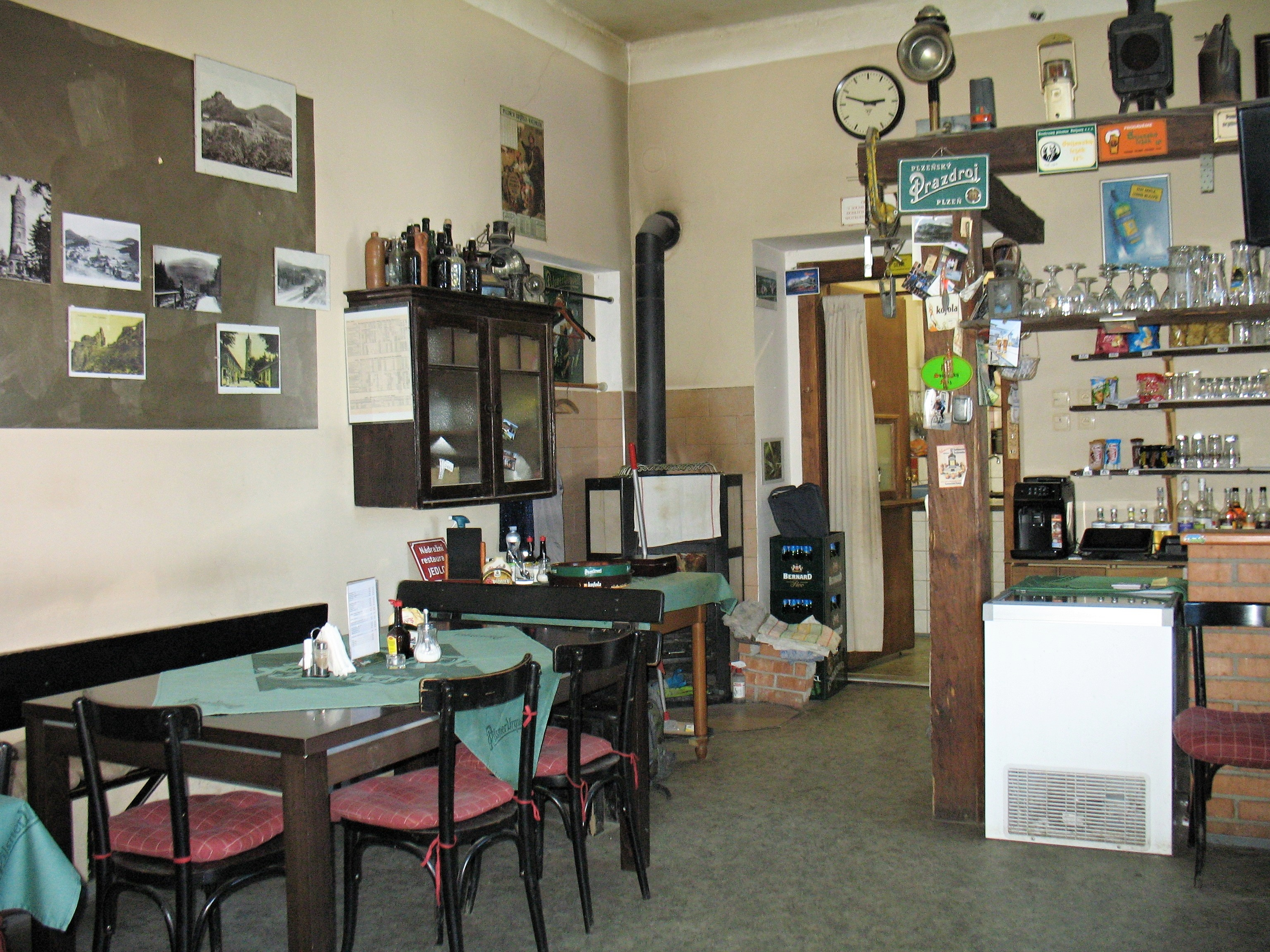
Interiér nádražní restaurace

Stanicí procházejí dvě linky regionální dopravy. Linka L4 Rumburk – Mladá Boleslav je zajišťována ve dvouhodinovém intervalu dopravcem Die Länderbahn CZ, v Jedlové se pravidelně křižují. Linka U8 Děčín – Rumburk dopravce České dráhy je obsluhována též ve dvouhodinovém intervalu, v pracovní dny jezdí navíc čtyři páry vlaků ČD v trase Děčín hl.n. - Varnsdorf. Všechny vlaky jsou vedené motorovými jednotkami řady 642 Siemens Desiro.
Dále zde zastavuje také dálková linka R22 (Šluknov –) Rumburk – Kolín jezdící v nepravidelném intervalu. Dopravce Arriva vlaky jí zajišťuje jednotkami 845.
V turistické sezóně (duben–říjen) o víkendech projíždí přes Jedlovou i dva páry spěšných vlaků linky T2 Brtnický cyklovlak na trase Děčín – Krásná Lípa – Mikulášovice dolní nádraží.
V letní sezóně tudy projíždí i výletní Lužický motoráček dopravce KŽC Doprava.

## Turistika
V budově nádraží funguje nádražní restaurace. Nádraží často slouží jako výchozí či cílový bod různých výletů po Lužických horách. Za budovou stanice je turistický rozcestník tras KČT – červené, žluté a zelené (E10).